# Gornomariysky (huyện)
Huyện Gornomariysky (tiếng Nga: ? райо́н) là một huyện hành chính tự quản (raion), của Cộng hòa Mari El, Nga. Huyện có diện tích 960 kilômét vuông, dân số thời điểm ngày 1 tháng 1 năm 2000 là 31100 người. Trung tâm của huyện đóng ở Koz'modem'yansk.